# Ziemia hulczyńska

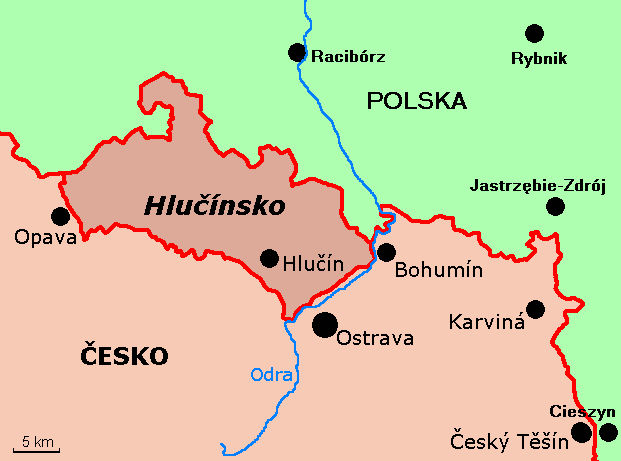
Mapa ziemi hulczyńskiej.

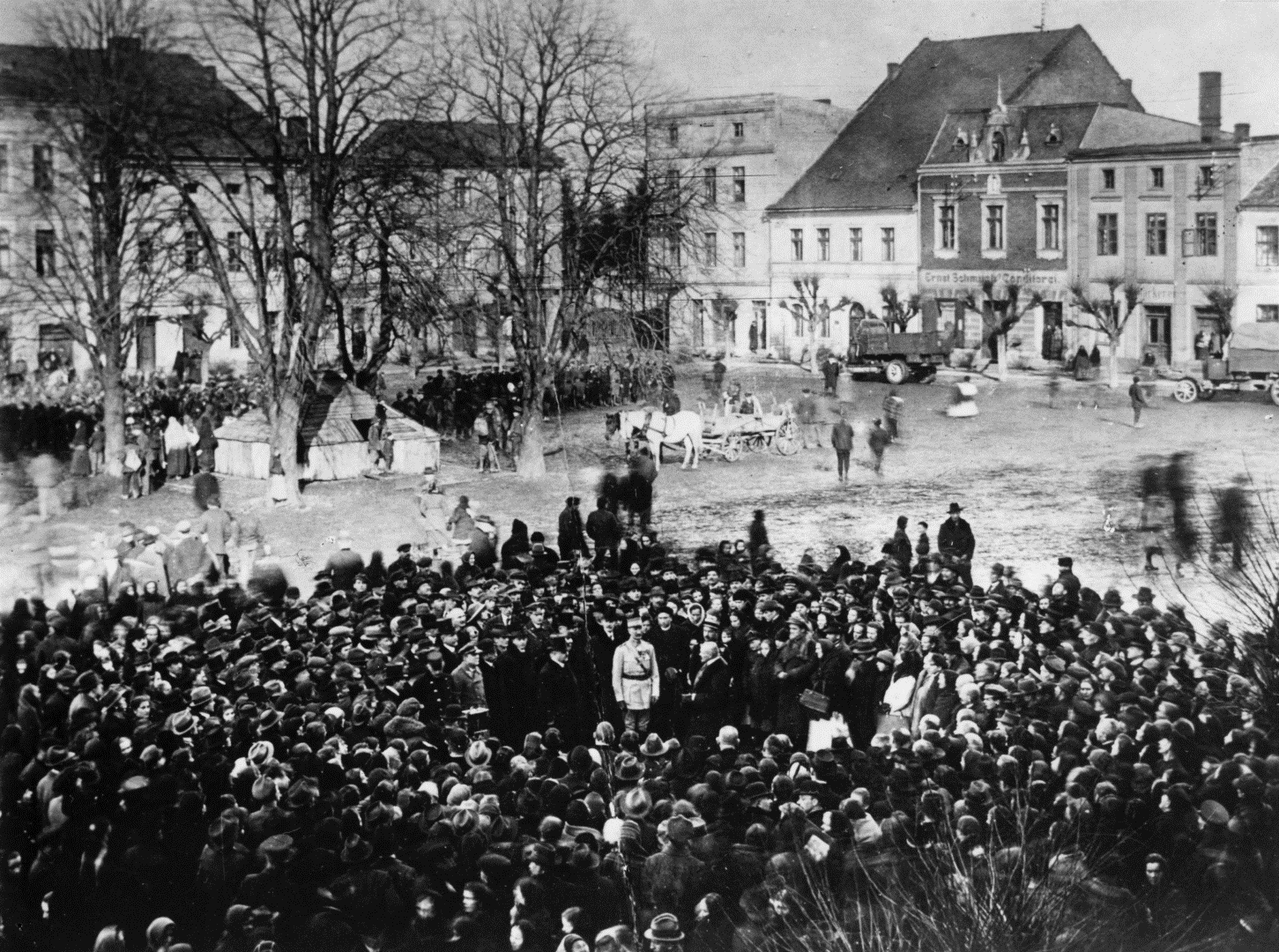
Zajęcie Hulczyna przez wojsko i władze czechosłowackie – 4 lutego 1920, o godz. 11 na rynku w Hulczynie.

Ziemia hulczyńska (ziemia hluczyńska, Kraik hulczyński, kraj hulczyński, czes. Hlučínsko, niem. Hultschiner Ländchen, hulcz. Prajzsko, Prajsko) – fragment dawnego niemieckiego Górnego Śląska, zlokalizowany wokół miasta Hulczyn, przekazany po I wojnie światowej Czechosłowacji, mimo protestów lokalnej społeczności pragnącej pozostać w granicach Niemiec (Republiki Weimarskiej). Powierzchnia regionu wynosi 316,76 km², a w 2001 r. liczba jego ludności wynosiła 73 914 osób, co daje gęstość zaludnienia 230 os./km².
Region położony jest we wschodnio-północnej części Republiki Czeskiej, w kraju morawsko-śląskim, pomiędzy Opawą na zachodzie a Ostrawą oraz Boguminem na wschodzie i w południowo-wschodniej części Niziny Śląskiej – Płaskowyżu Głubczyckim. Historycznie południową granicę stanowiła rzeka Opawa, aż do punktu jej ujścia do Odry (w Ostrawie), wzdłuż której w górę przebiegała dalsza południowo-wschodnia granica regionu. Od strony północnej graniczy z Polską.

## Podział administracyjny
Większość obszaru ziemi hulczyńskiej stanowi 27 samodzielnych gmin w północnej części powiatu Opawa (w tym 3 miasta wyróżnione pogrubieniem):
Bělá (Bielau) • Bohuslavice (Buslawitz) • Bolatice (Bolatitz) • Chlebičov (Klebsch / Klebesch) • Chuchelná (Kuchelna) • Darkovice (Groß Darkowitz) •  Dolní Benešov (Beneschau) • Hať (Haatsch) •  Hulczyn (Hultschin) • Hněvošice (Schreibersdorf) • Kobeřice (Köberwitz) • Kozmice (Kosmütz) •  Kravaře (Deutsch Krawarn) • Ludgeřovice (Ludgierzowitz / Ludgerstal) • Markvartovice (Marquartowitz / Markersdorf) • Oldřišov (Odersch) • Píšť (Pyschcz / Sandau) • Rohov (Rohow) • Služovice (Schlausewitz) • Strahovice (Strandorf) • Sudice (Zauditz) • Šilheřovice (Schillersdorf) • Štěpánkovice (Sczepankowitz / Schepankowitz) • Třebom (Thröm) • Velké Hoštice (Groß Hoschütz) • Vřesina (Wrzessin / Wreschin) • Závada (Zawada bei Beneschau)
Od 1992 r. zrzeszone są one w mikroregionie Sdružení obcí Hlučínska.
Ponadto region współtworzyły dawniej niezależne miejscowości a obecnie części miast: Malé Hoštice (Klein Hoschütz) w Opawie oraz ostrawskie: Hošťálkovice (Hoschialkowitz / Gottschalksdorf), Lhotka (Ellguth), Petřkovice (Petrzkowitz / Petershofen), Antošovice (Antoschowitz) i Koblov (Koblau).

## Ludność

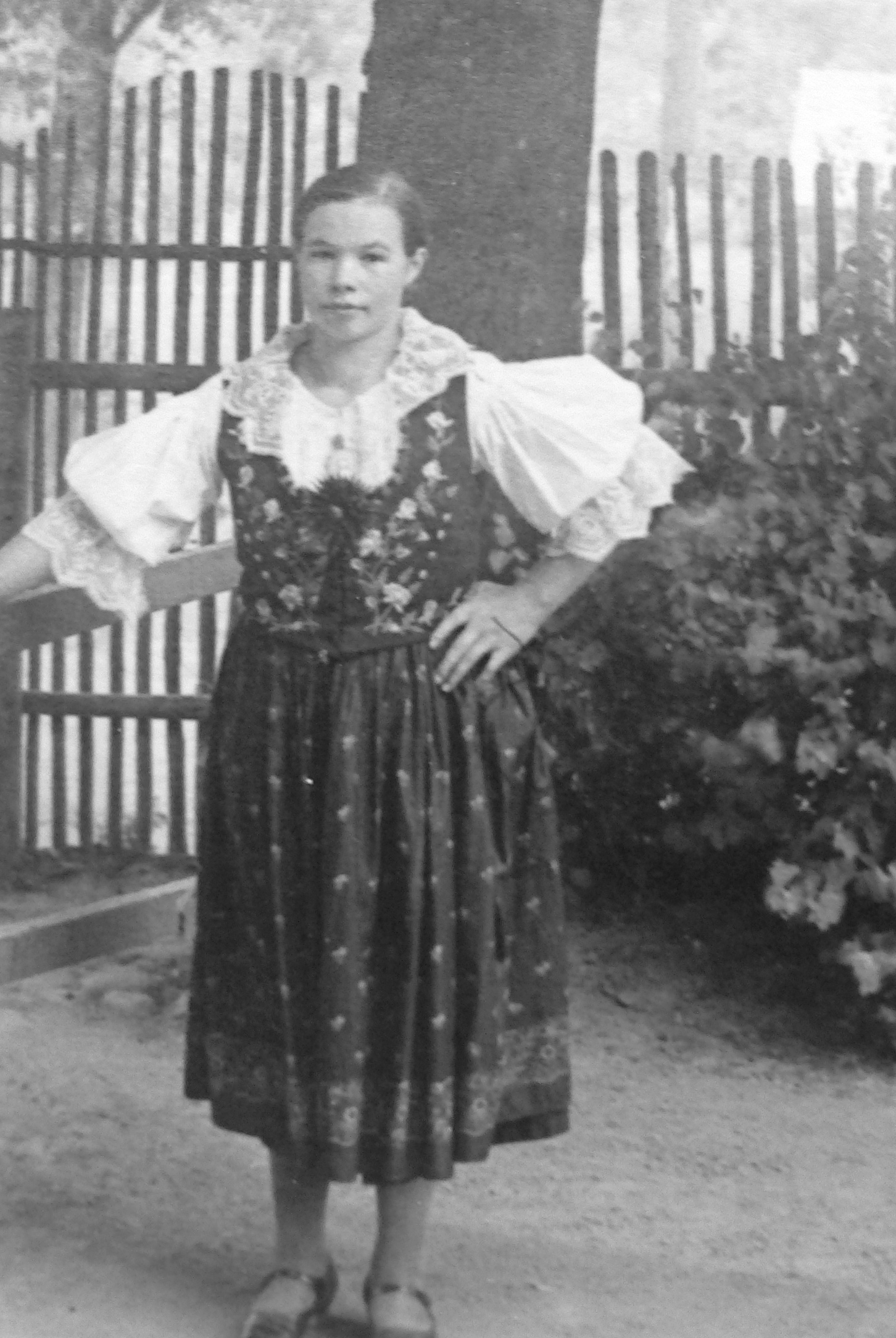
Żeński strój ludowy, lata 20. XX wieku.

Autochtoniczna ludność identyfikowała się jako Morawcy (Moravci) lub Prajzáci (Prusacy) i posługiwała się specyficzną mową zaliczaną do gwar laskich. Ludność zamieszkującą na południe od rzeki Opawy, na dawnym Śląsku Austriackim przezwali oni Císarákami. W 1890 ziemia hulczyńska liczyła 39774 mieszkańców, z czego 34668 (87,2%) była czeska (lub morawska), 4273 (10,7%) niemiecka a 832 (2,1%) polska (z czego 254, ponad 30%, w miejscowości Bolatice). Jedynie Třebom (niem. Thröm) i Sudice (niem. Zauditz) były zamieszkałe w większości przez Niemców.
Według ogólnoczeskiego spisu ludności z 2001 r. w 27 samodzielnych gminach położonych w granicach regionu mieszkało 65 120 osób, z czego pod względem zadeklarowanej narodowości 57 088 (87,7%) stanowili Czesi, 2332 (3,6%) Ślązacy, 1679 (2,6%) Niemcy, 1197 (1,8%) Morawianie, 756 (1,2%) Słowacy, a 124 (0,2%) Polacy. W największym odsetku ludność o śląskiej identyfikacji narodowej zamieszkiwała miejscowości położone na północny zachód od Hulczyna. Aż 18 z 25 gmin na Śląsku Czeskim, w których odnotowano ponad 3% udział takiej ludności znajdowało się właśnie w ziemi hulczyńskiej, jak również te z największymi: 10,2% w Kobeřicach, 8,2% w Chuchelnej i 8% w Strahovicach. Największy odsetek Niemców zamieszkiwał Kravaře (8%) i Třebom (7,4%), najwięcej narodowych Morawian żyło w Služovicach (4,3%) i Bělej (4%), zaś Słowaków w Třebomie (7,4%) i Rohovie (4,6%).
Hulczyńskie części miast Opawa i Ostrawa zamieszkiwało w 2001 r. łącznie 8794 osób.

## Historia
Obszar ziemi hulczyńskiej zamieszkały był w dobie plemiennej przez Gołęszyców, choć leżące w centrum regionu Pogórze Hulczyńskie (Hlučínská pahorkatina) nie należało do najkorzystniejszych obszarów do zamieszkania. W wiekach X-XII obszar tego plemienia stanowiły przedmiot ciągłych wojen polsko-czeskich. Jednoznacznie przy Królestwie Czech obszar ten pozostał w wyniku pokoju kłodzkiego. Obszar kraiku hulczyńskiego należał początkowo do Margrabstwa Moraw i diecezji ołomunieckiej. Pierwszą miejscowością regionu wzmiankowaną historycznie były Koběřice w 1183 r., jeszcze przed samą Opawą (1195 r.). Przynależność państwowo-kościelna ukształtowała miejscowy język, a wzmianki nazw miejscowości już w XIII wieku wykazują wpływy czeskie (np. zamiana litery g w h). W tym stuleciu dotarło tu również osadnictwo niemieckie, któremu można przypisać powstanie stolicy regionu – miasta Hulczyn w 1265 r., choć genetycznie niemieckie nazwy miejscowe pojawiły się dopiero w XIV wieku. Ostatecznie na początku tego stulecia wydzielono również księstwo opawskie, połączone z raciborskim, z którego w 1377 r. wydzielono księstwo karniowskie, które objęło miejscowości w północno-zachodniej części ziemi hulczyńskiej. Księstwa te zaczęto zaliczać w poczet księstw górnośląskich od końca XV wieku, ale proces ten nigdy w pełni nie zakończył się i region czasem jeszcze uważano za część Moraw, a jego mieszkańców za Morawian.

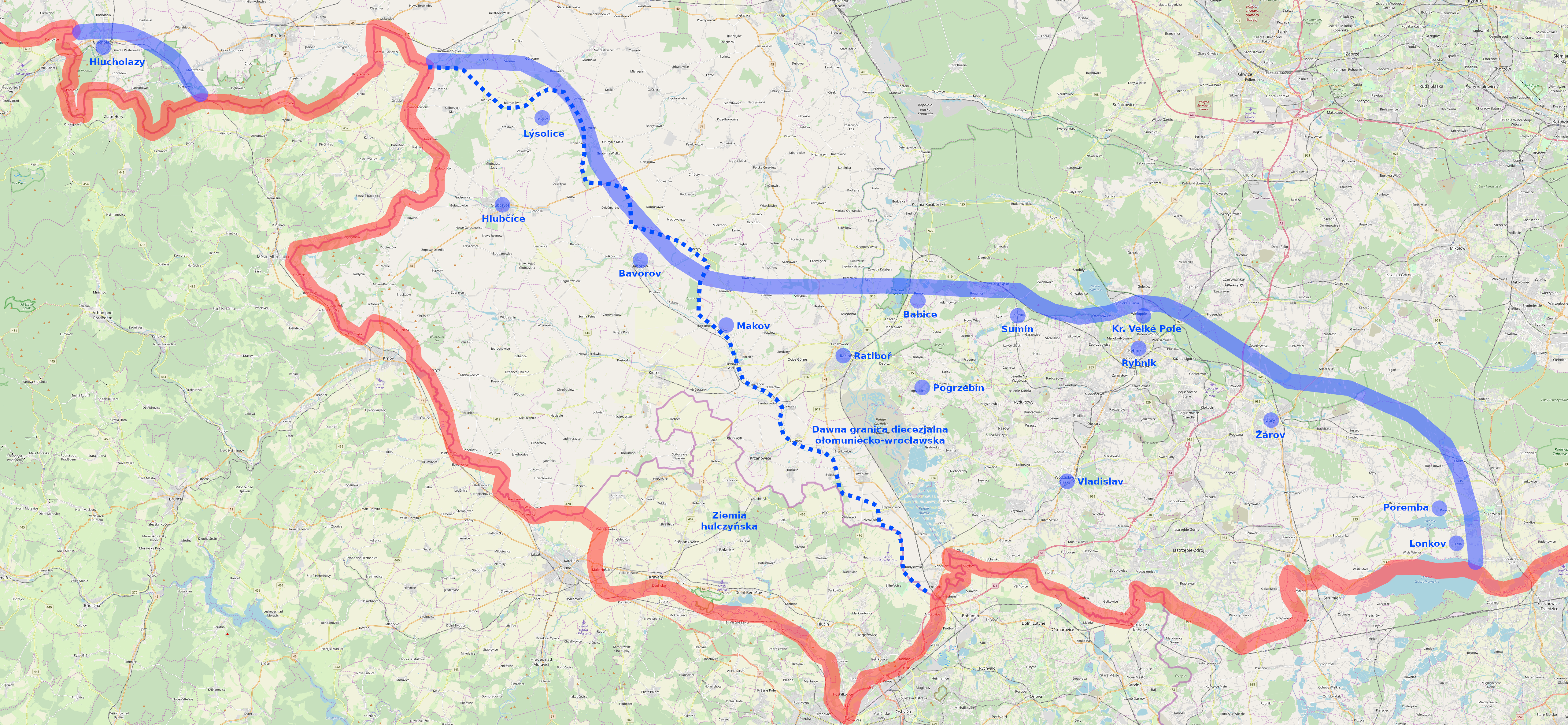
Roszczenia terytorialne Czechosłowacji na obszarze niemieckiego Śląska w lutym 1919 r.

Terytorium ziemi hulczyńskiej przed I wojną światową stanowiło południową część powiatu raciborskiego (położonego w rejencji opolskiej). Po przegranej przez Niemcy wojnie w lutym 1919 r. na konferencji paryskiej Czechosłowacja wysunęła roszczenie terytorialne do obszaru niemieckiego Śląska od Głuchołaz na zachodzie po Łąkę przy Pszczynie z Raciborzem i Rybnikiem. Ostatecznie przekazano Czechosłowacji 4 lutego 1920 w ramach traktatu wersalskiego jedynie obszar o powierzchni niespełna 317 km². Powodem było zamieszkiwanie go w znacznej mierze przez ludność mówiącą po morawsku (gwary laskie) i czesku, chociaż przyłączono dwie czysto niemieckie miejscowości (Trzebom i Sudice) a sześć morawskich pozostawiono w Niemczech (Bolesław, Borucin, Krzanowice, Pietraszyn, Pietrowice Wielkie, Owsiszcze z Nową Wioską). Ludność ta nie miała jednak czeskiej świadomości narodowej, a pomysł przyłączenia do Czechosłowacji nie zyskał uznania mieszkańców, którzy bezskutecznie protestowali przeciwko tej decyzji.
2 października 1938, po traktacie monachijskim, okolice Hulczyna, razem z Krajem Sudetów, przeszły w ręce hitlerowskich Niemiec. Na powrót stał się on częścią rejencji opolskiej i powiatu raciborskiego w ramach Okręgu Rzeszy Śląsk 30 października 1938 i od 1941 r. w ramach Okręgu Rzeszy Górny Śląsk.
Po przegranej przez Niemców II wojnie światowej, 9 maja 1945, władze czechosłowackie ponownie zajęły zagrabiony im obszar, a w drugiej połowie 1945 r. raz jeszcze podjęły próbę podporządkowania sobie m.in. południowej części polskiego Górnego Śląska razem z Raciborzem, Koźlem, Głubczycami, Prudnikiem oraz Nysą. Do końca czerwca Czesi pozostali na terenie kilku miejscowości na polskim Śląsku. 20 lipca 1946, w czasie wizyty na Kremlu, strona radziecka skłoniła Czechów do rezygnacji z terytorialnych żądań do ziem polskiego Śląska oraz Polaków do rezygnacji z czeskiej części Zaolzia. Ostatecznie przebieg granicy unormowano 13 stycznia 1948 w Warszawie umową, pomiędzy Polską a Czechosłowacją.
11 kwietnia 1960 ziemia hulczyńska została przyłączona do powiatu Opawa w ramach kraju północnomorawskiego, a od 2000 r. powiat przeniesiono do kraju morawsko-śląskiego.

## Regiony partnerskie
- LGD Płaskowyż Dobrej Ziemi, Polska[15]

## Literatura
- Ludmila Hořká: Národopisné paběrky z Hlučínska, (1948)